# Сараны
Сараны — посёлок городского типа в Горнозаводском районе Пермского края России. Население — 868 чел. (2023).

## География
Посёлок Сараны расположен в труднодоступной горной, таёжной местности Среднего Урала на востоке Пермского края. В черте посёлка находится скалистая гора Сарановская, с трёх сторон окружённая жилым массивом; на северо-западе поселения есть несколько затопленных водой карьеров, к северу от посёлка течёт река Вижай, на юге, по дороге к ЖД станции, находятся шахты. В районе посёлка Сараны начинается один из туристических маршрутов сплава. Ближайший населённый пункт — посёлок Лаки при одноимённой железнодорожной станции, расстояние до которой 4 км. Расстояние до административного центра города Горнозаводска 42 км.

## История
Посёлок основан в конце XIX века как Павло-Сарановский курень. Населённый пункт возник в 1889 году в связи с открытием месторождения хромитов, использующихся в химической и керамической промышленности. В 1889 году началась добыча хромитов. За век эксплуатации месторождения было добыто более 10 миллионов тонн хромитовой руды.
Статус посёлка городского типа — с 26 июня 1940 года.

## Инфраструктура
В посёлке Сараны работают сельский клуб с библиотекой, фельдшерско-акушерский пункт, участковый пункт полиции и небольшая пожарная часть, средняя общеобразовательная школа и детский сад, почтовое отделение и магазины. Добраться до посёлка можно на пригородном автобусе из Горнозаводска и Тёплой Горы. На главной площади посёлка находится памятник жертвам Великой Отечественной войны и установлена скульптура шахтёра.

## Промышленность
- ОАО «Сарановская шахта Рудная» (добыча полезных ископаемых);
- ООО «Сараны» (сельхозработы, строительство и ремонт).

## Население
| 1959  | 1970  | 1979  | 1989  | 2002  | 2006  | 2007  | 2009  | 2010  |
| ----- | ----- | ----- | ----- | ----- | ----- | ----- | ----- | ----- |
| 2499  | ↘1885 | ↘1550 | ↘1351 | ↘1255 | ↘1200 | →1200 | ↘1114 | ↘1097 |
| 2012  | 2013  | 2014  | 2015  | 2016  | 2017  | 2018  | 2019  | 2020  |
| ↘1069 | ↘1038 | ↘1023 | ↘1010 | ↗1021 | ↘1000 | ↘975  | ↘959  | ↘934  |
| 2021  | 2023  |       |       |       |       |       |       |       |
| ↘917  | ↘868  |       |       |       |       |       |       |       |